# Gâvres
Gâvres (in bretone: Gavr) è un comune francese di 768 abitanti situato nel dipartimento del Morbihan nella regione della Bretagna.

## Origini del nome
Gâvres deriva dal bretone gavr ("capra"). È comune in Bretagna che isole e penisole prendano nomi di animali.

## Storia

### Simboli
Lo stemma di Gâvres è stato creato nel 1967 un'occasione del centenario del comune.
L'armellino rappresenta la Bretagna; la capra, accompagnata dalla lettera G, iniziale di Gâvres, fa riferimento all'etimologia del nome del comune; la sardina nel capo rappresentata l'importante attività della pesca, in particolare di questo pesce.

## Società

### Evoluzione demografica
Abitanti censiti